# بندقية نفخ

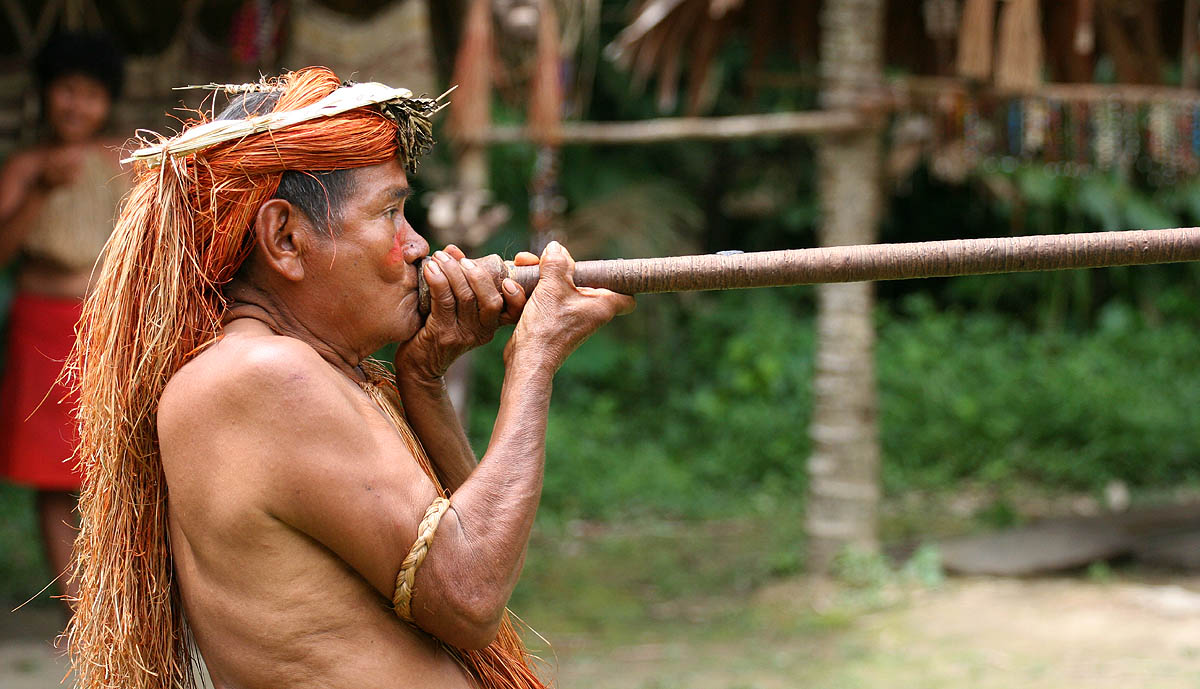
استعراض لبندقية من قبل صياد يقوة

بندقية النفخ أو أنبوب النفخ هي سلاح بسيط المدى يتكون من أنبوب طويل ضيق لإطلاق المقذوفات الخفيفة مثل السهام الصغيرة. وهي تعمل عن طريق وضع القذيفة داخل الأنبوب واستخدام القوة الناتجة عن الزفير القسري ("النفخ") لدفع القذيفة هوائيًا. القوة الدافعة محدودة بسبب قوة عضلات الجهاز التنفسي للمستخدم والقدرة الحيوية لرئتيه.

## معرِض صور

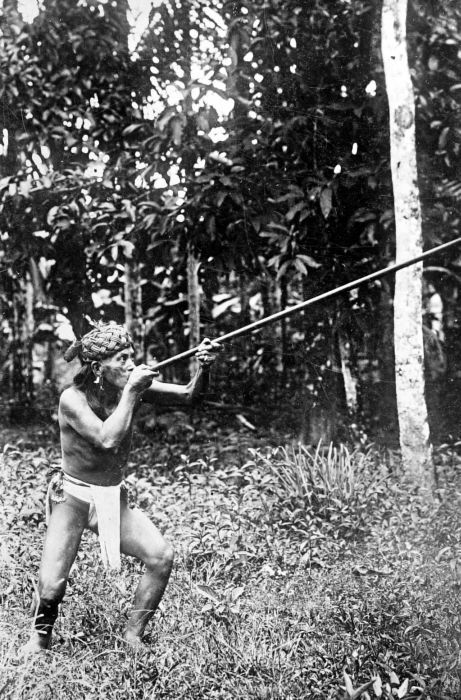
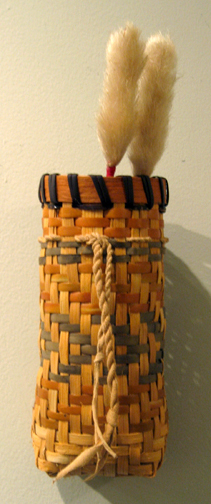
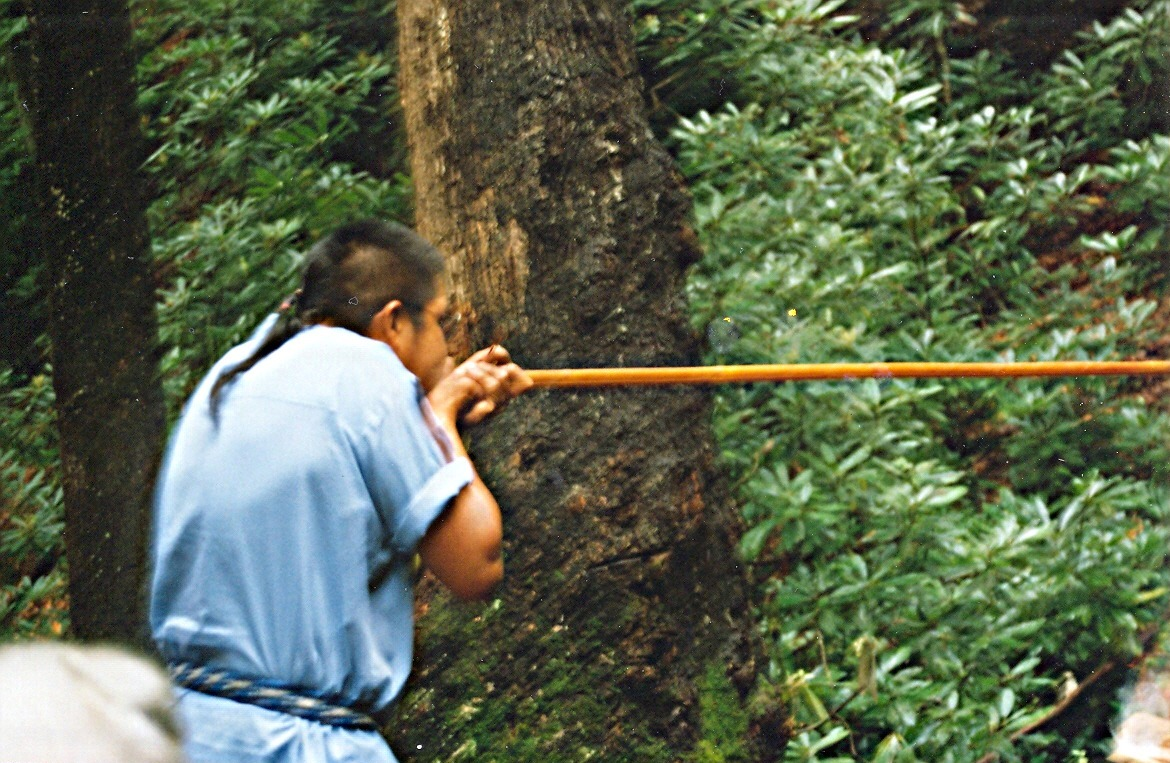
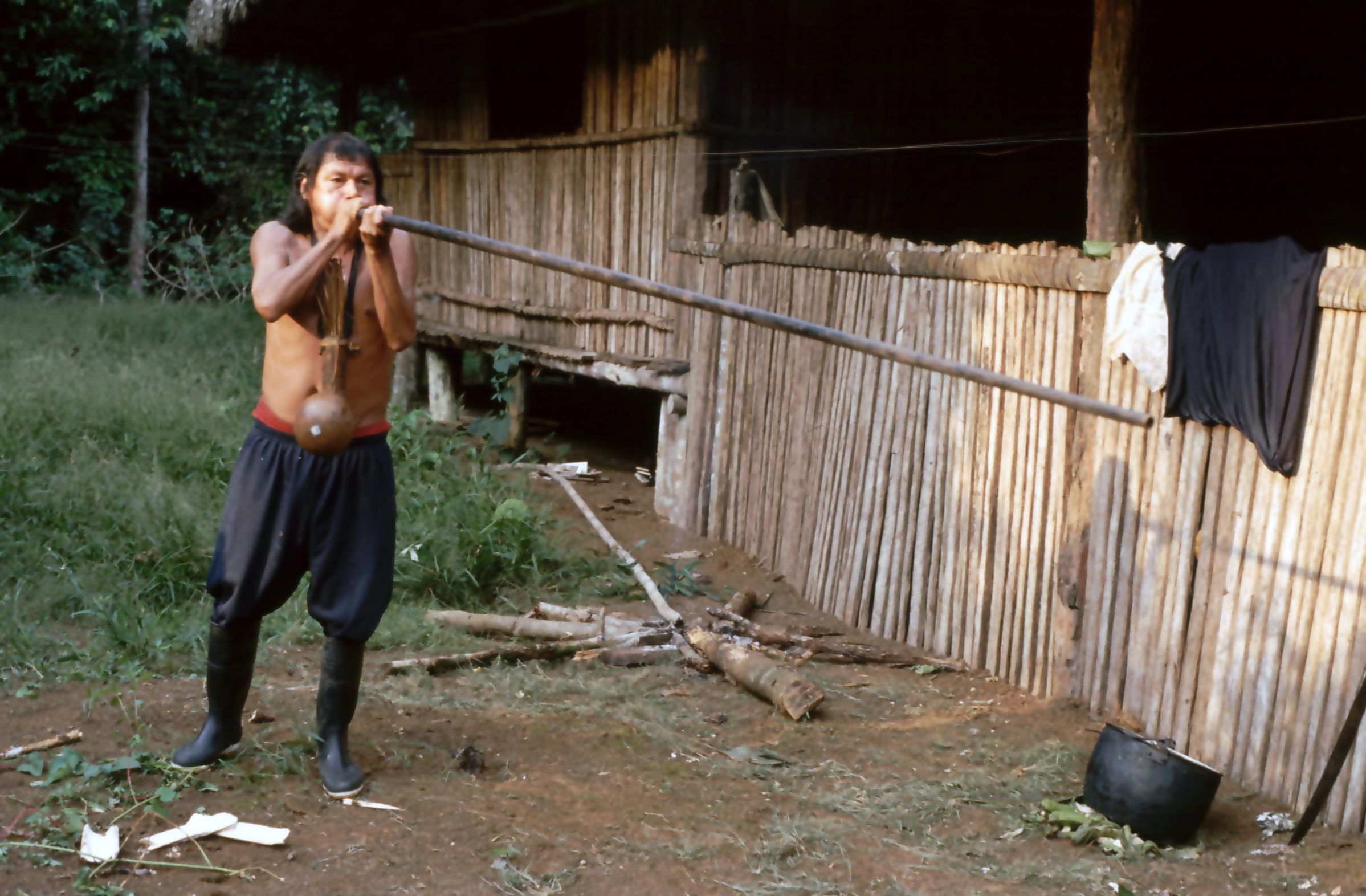
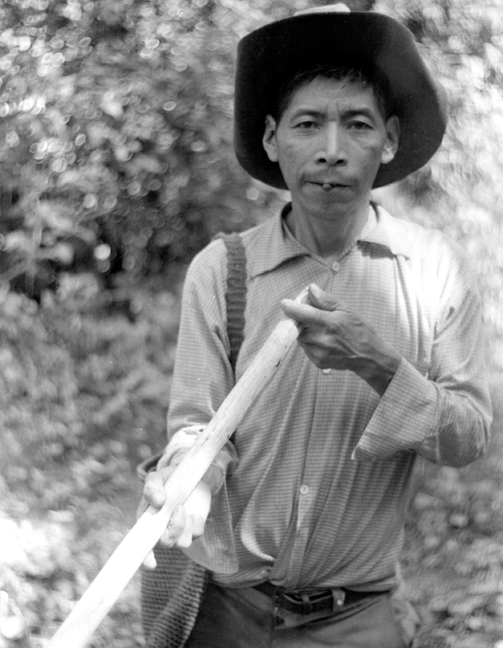
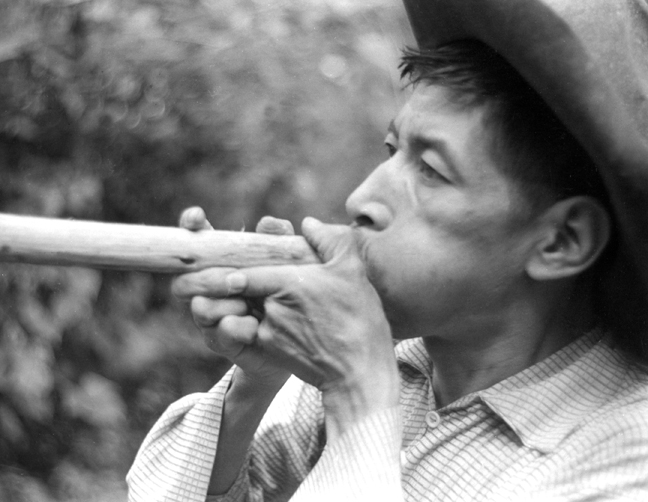
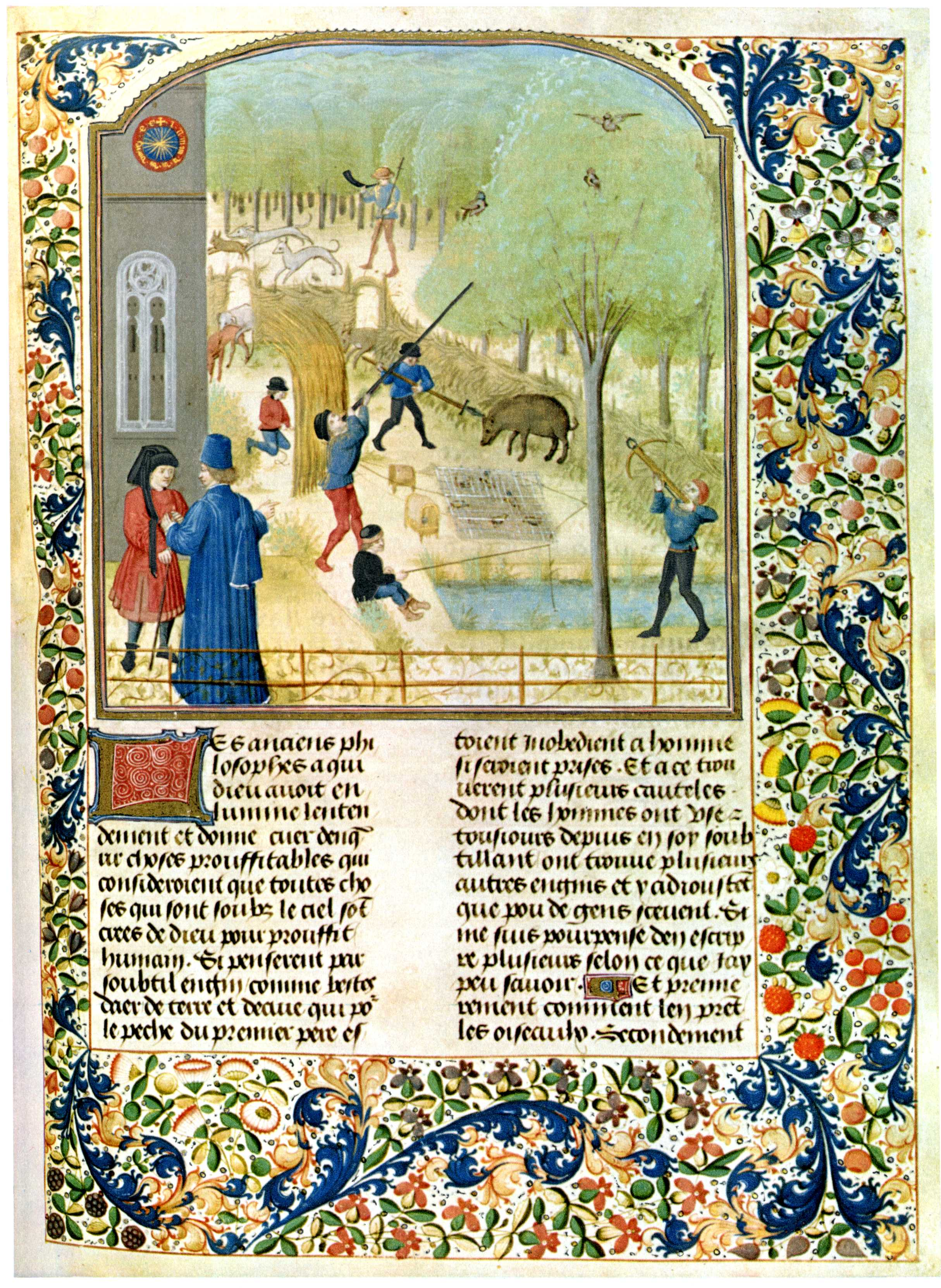